# Le Beau Voyage (film)
Pour les articles homonymes, voir Le Beau Voyage.
Pour plus de détails, voir Fiche technique et Distribution.
Le Beau Voyage est un film français réalisé par Louis Cuny en 1946, sorti en 1947.

## Résumé
Elle traînait une existence plus que médiocre dans le port d'Anvers ; lui est un réputé pianiste-virtuose. Ces deux êtres solitaires, totalement différents, se rencontrent par hasard sur un paquebot et s'aperçoivent peu à peu qu'ils se complètent harmonieusement.

## Fiche technique
- Titre : Le Beau Voyage
- Réalisation : Louis Cuny
- Scénario : Maurice Clavel
- Adaptation et dialogues : Louis Cuny et Maurice Clavel
- Décors : Lucien Carré
- Photographie : Christian Matras
- Musique : Louis Gasté
- Son : Jacques Lebreton et Jean Rieul
- Montage : Maurice Serein
- Production : Société Nouvelle des Établissements Gaumont
- Pays de production :  France
- Format : Son mono - Noir et blanc - 35 mm  - 1,37:1
- Genre : Film dramatique
- Durée : 92 minutes
- Date de sortie : France - 26 juin 1947

## Distribution
- Pierre Richard-Willm : Richard Lehmann, le pianiste
- Renée Saint-Cyr : Lena
- André Valmy : Yvon
- René Génin : le patron du magasin de lingerie
- Jean Wall : Wallace, l’impressario
- Pierre Bertin : le passager snob au monocle
- Jane Marken : la femme d'Albert
- Laure Diana : la voisine de cabine
- Marcel Pérès : le patron du bistrot
- Edmond Beauchamp : l'homme sur la plage
- Jacques Marin : un mauvais garçon
- Franck Maurice : un gardien de prison
- Ginette Baudin : la maîtresse du banquier
- Paul Ollivier : Albert
- Bernard Charlan : le bibliothécaire
- Paul Delauzac : le commandant Bernard
- Marcel Carpentier : Le banquier
- Robert Demorget : le fils du patron du bistrot
- Lucien Hector : le patron du bar
- Jacques Marin  : un voyou
- Odette Barencey : la femme âgée au restaurant
- Franck Maurice : un gardien de prison
- Marius David
- Jean-Jacques
- Max Palenc
- René Pascal
- Luce Clament
- Jacques Demarny